# Rivellia syngenesiae
Rivellia syngenesiae är en tvåvingeart som först beskrevs av Fabricius 1781.  Rivellia syngenesiae ingår i släktet Rivellia och familjen bredmunsflugor. Arten är reproducerande i Sverige. Inga underarter finns listade i Catalogue of Life.

## Bildgalleri

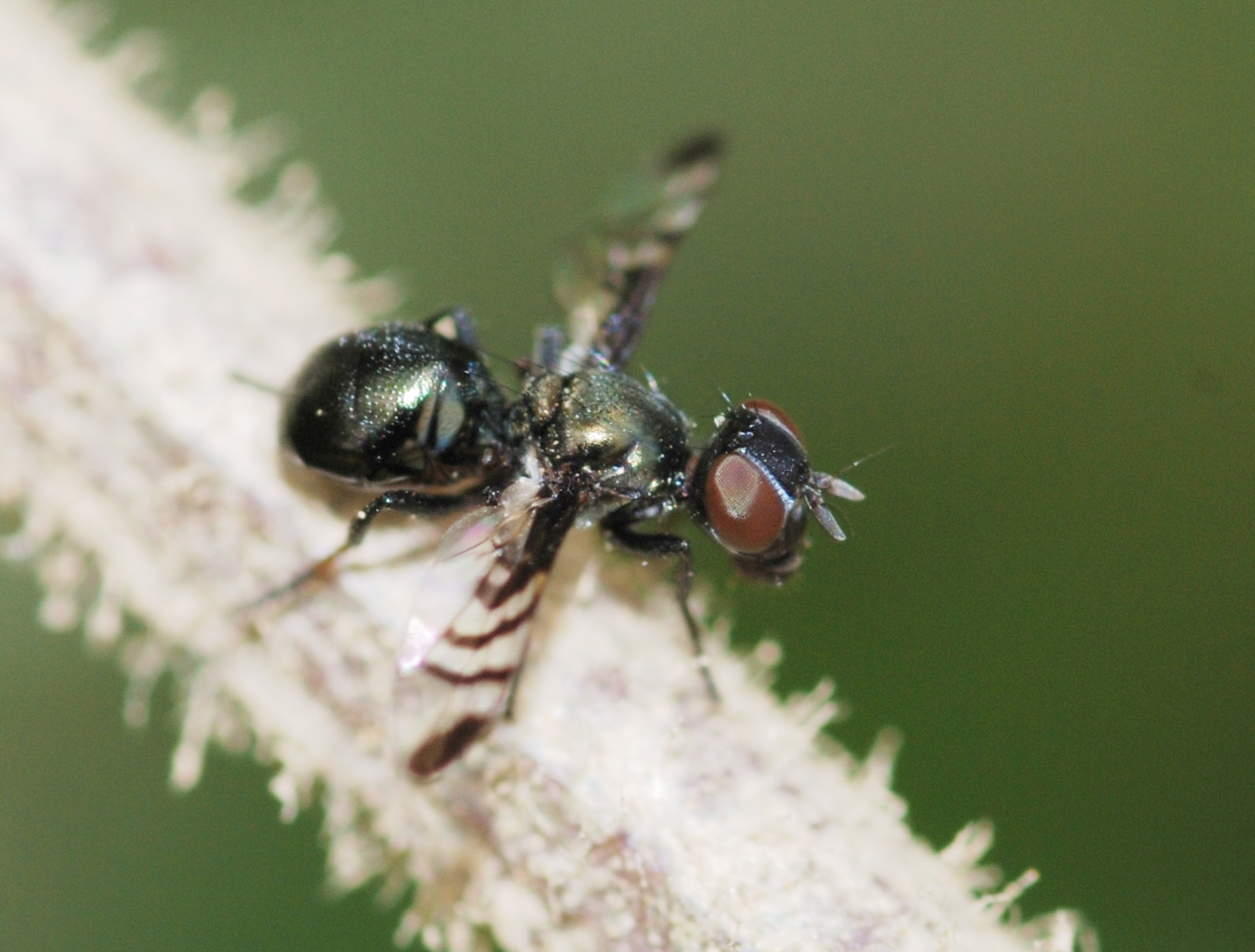
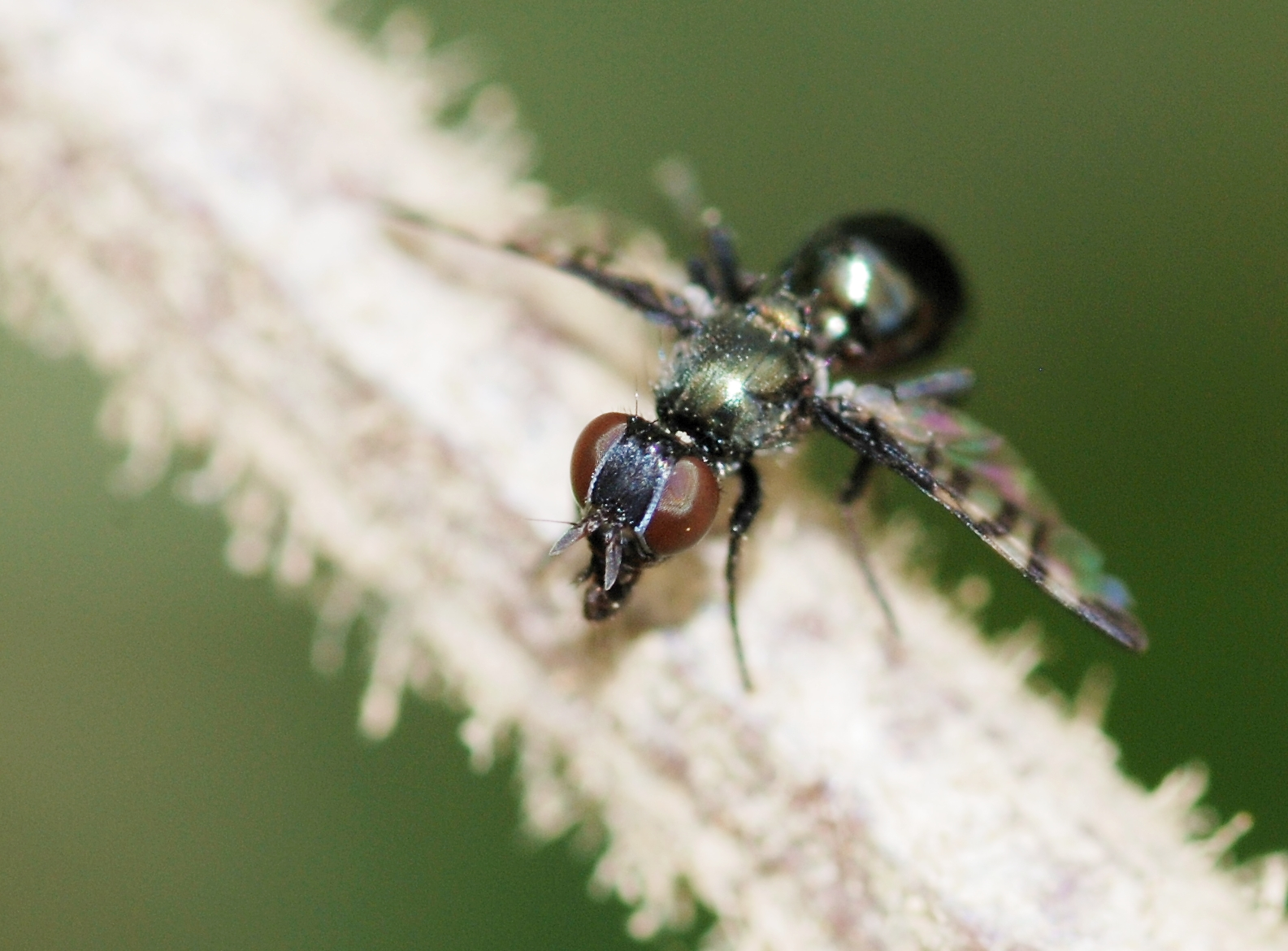